# Le Saint

Le Saint este o comună în departamentul Morbihan, Franța. În 2009 avea o populație de 654 de locuitori.